# Jane Stanhope, Condessa de Harrington
Jane Stanhope, Condessa de Harrington (nascida Fleming; Londres, 23 de maio de 1755 – Londres, 3 de fevereiro de 1824) foi uma aristocrata e anfitriã inglesa. Ela foi condessa de Harrington pelo seu casamento com Charles Stanhope, 3.º Conde de Harrington. De 1794 a 1818, serviu a rainha Carlota de Meclemburgo-Strelitz na posição de Senhora da Câmara. 
O comportamento imaculado de Jane era considerado virtuoso, o que rendia comparações com a sogra, Caroline FitzRoy, conhecida por seus diversos casos extraconjugais. Ela também era irmã de Seymour Fleming, que, segundo rumores, possuía 27 amantes, e quem também ficou conhecida por seu envolvimento num famoso caso criminal.

## Família
Jane era a filha mais velha de Sir John Fleming, 1.º Baronete Fleming de Brompton Park, e de sua esposa, Jane Coleman.
Os seus avós paternos são desconhecidos. Os seus avós maternos eram William Coleman e Jane Seymour.
Ela teve quatro irmãos, incluindo Seymour Dorothy, esposa de Sir Richard Worlsey, 7.º Baronete Worsley de Appuldercombe.

## Biografia
Após a morte do pai, em 1763, Jane e suas irmãs se tornaram as herdeiras de uma fortuna de £100.000.
Aos 23 anos de idade, Jane ficou noiva de Charles Stanhope, Visconde Petersham, que era dois anos mais velho do que ela. O visconde, trisneto materno do rei Carlos II de Inglaterra, e de sua amante, Barbara Palmer, 1.ª Duquesa de Cleveland, era visto como um herói de guerra que recentemente havia retornado da América do Norte. No entanto, o pai dele, William Stanhope, 2.º Conde de Harrington, estava profundamente endividado, e, assim, as negociações legais entre as famílias levou ao adiamento do casamento. 
Em outubro de 1778, rumores começaram a circular, dizendo que a união nunca chegaria a acontecer. Alguns meses depois, entretanto, Charles tornou-se o novo conde com a morte do pai, em abril, e eles finalmente se casaram em 23 de maio de 1779, em Marylebone, na cidade de Londres. Jane completou 24 anos naquela mesma data, e Charles tinha 26. O dote da noiva foi de £100.000.
A nova condessa de Harrington foi elogiada pela sua generosidade, pois ela imediatamente pagou as dívidas que o marido havia herdado do pai, além de ter financiado a reaquisição de Stable Yard House em St James's. O dinheiro que trouxe consigo também permitiu que o conde recrutasse um regimento de infantaria, o qual acompanhou o casal até a Jamaica, em 1780. Ao retornarem no ano seguinte, a condessa tornou-se popular devido ao seu senso de moda e beleza. Jane e Georgiana Cavendish, Duquesa de Devonshire foram consideradas as senhoras mais bem vestidas numa festa noturna dada pela duquesa de Devonshire, em setembro de 1782.

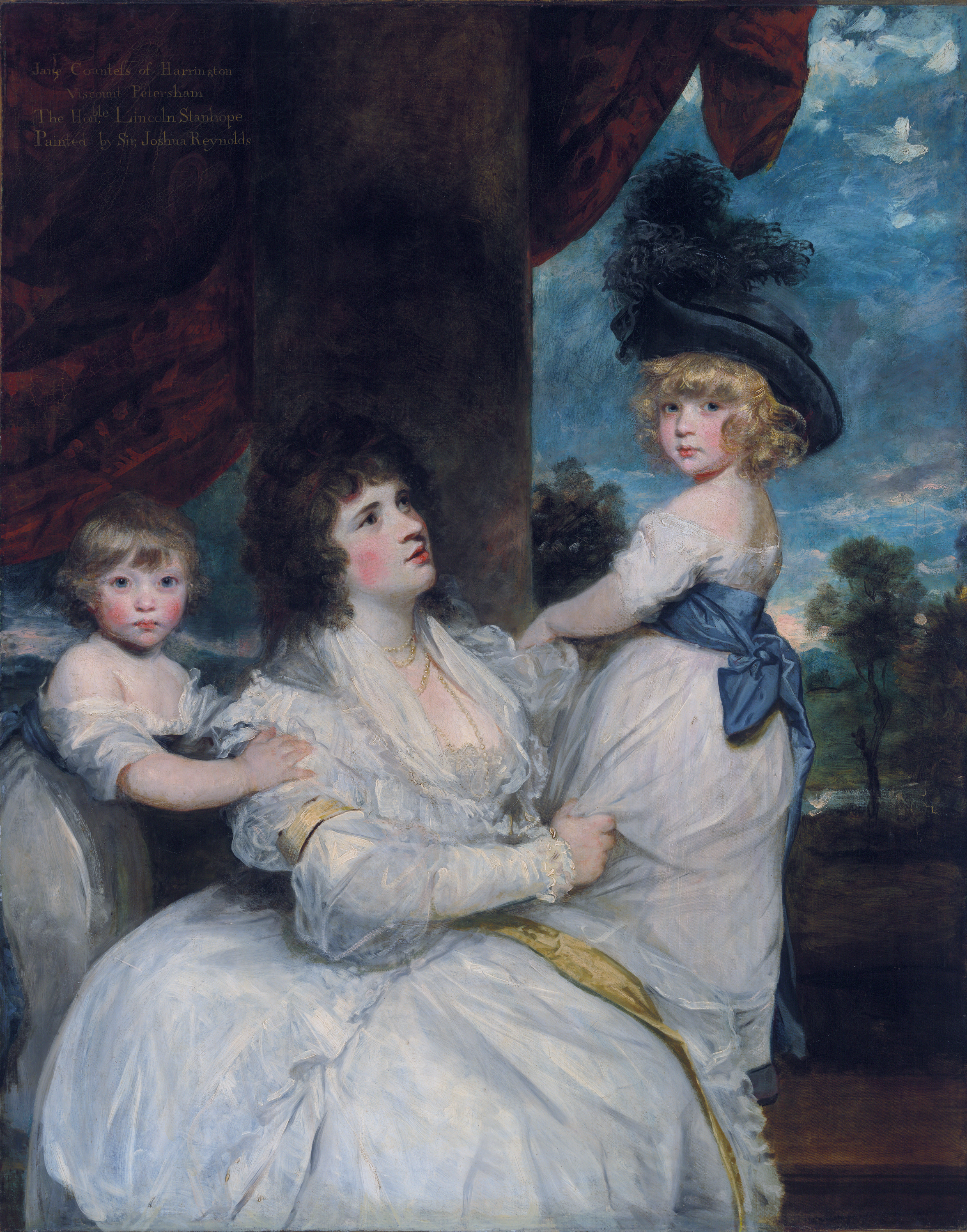
A condessa com os seus filhos mais velhos, Charles, Visconde Petersham e Lincoln, em retrato por Reynolds, pintado entre 1786 a 1787, hoje presente na Galeria de Arte da Universidade Yale.

Embora estivesse acostumada a apostar, como muitos dos nobres da época, a condessa de Harrington era "abençoada com felicidade doméstica, uma progênie adorável, e todo tipo de afeto que pode fazer da vida desejável." Cercada por uma aristocracia de morais geralmente duvidosas, ela era considerada o símbolo da virtude, enquanto que sua irmã mais nova, Seymour, escandalizava a sociedade, pois, supostamente, tinha 27 amantes. O comportamento de Jane também era colocado em contraste com o da sogra, Caroline FitzRoy, considerada uma "mulher da vida" pelas pessoas da época. Seymour e Caroline eram amigas.

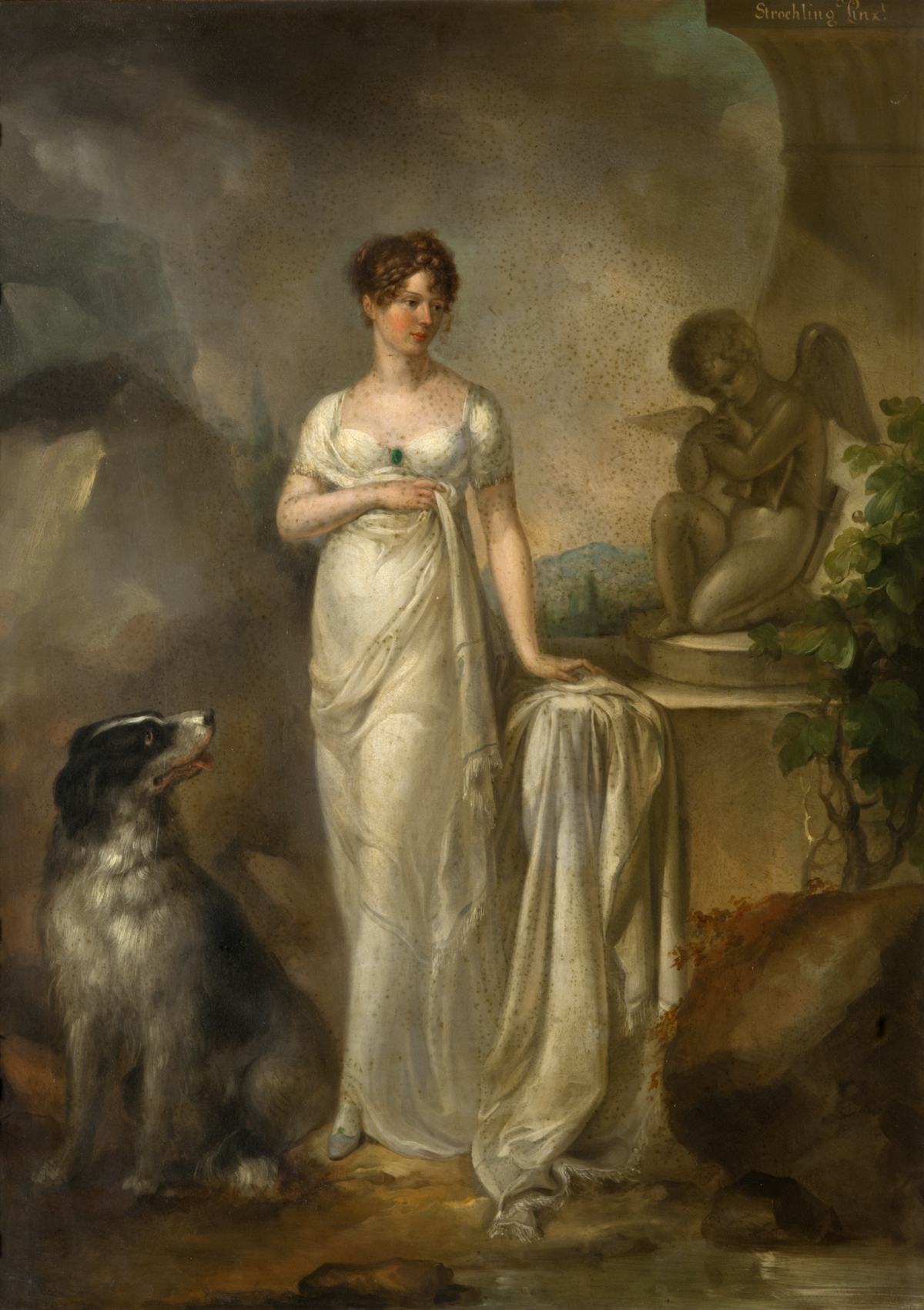
Jane pintada por Peter Edward Stroehling; o quadro está localizado no Castelo de Thirlestane, na Escócia.

Como uma pintora razoavelmente talentosa, a senhora Harrington ajudou a estabelecer a carreira de John Glover como um instrutor de arte no início da década de 1790, e, talvez, tenha tido aulas com ele. A condessa também conhecia Sir Joshua Reynolds, que pintou dois retratos famosos de Jane, além de ter pintado sua mãe, irmã e cunhado.
Jane foi dama de companhia da rainha Carlota, consorte do rei Jorge III do Reino Unido, de 1 de junho de 1794 até 1818, ano da morte de Carlota. Ela era muito favorecida pela rainha.
O conde e a condessa de Harrington mantiveram sua popularidade até a velhice. "A ocupação perpétua deles de beber chá" foi notada por um de seus contemporâneos, que achava que "nem em Nanjing, Pequim ou Guangzhou, a chaleira era mais assiduamente e constantemente reabastecida" do que na casa deles.
A senhora Harrington faleceu aos 68 anos, no dia 3 de fevereiro de 1824, no Palácio de St. James, em Londres. Foi sepultada na Abadia de Westminster, em 12 de fevereiro. Seu viúvo faleceu alguns anos depois, em 5 de setembro de 1829, mas foi enterrado longe da esposa, no cemitério da Igreja de São Bartolomeu, na vila de Elvaston, em Derbyshire.
Segundo uma lenda, a condessa teria supostamente matado o seu jardineiro com uma enxada, pois ele teria plantado algo em um lugar proibido. Ainda de acordo com a lenda, o fantasma dela anda pelas cachoeiras, e sua aparição para alguém significa uma premonição da própria morte.

## Descendência
- Charles Stanhope, 4.º Conde de Harrington (8 de abril de 1780 – 3 de março de 1851), sucessor do pai. Foi casado com Maria Foote, com quem teve dois filhos: Charles, Visconde Pethersham e Jane, Marquesa Conyngham;
- Lincoln Edwin Robert Stanhope (26 de novembro de 1781 – 29 de fevereiro de 1840), major general do exército, além de membro da Ordem do Banho. Não se casou e nem teve filhos;
- Anna Maria Stanhope (3 de setembro de 1783 – 3 de julho de 1857), amiga por toda vida da rainha Vitória do Reino Unido. Foi casada com Francis Russell, 7.º Duque de Bedford, com quem teve apenas um filho, William Russell, 8.º Duque de Bedford;
- Leicester Stanhope, 5.º Conde de Harrington (2 de setembro de 1784 – 7 de setembro de 1862), sucessor do irmão. Foi casado com Elizabeth Williams Green, com quem teve quatro filhos. Também era membro da Ordem do Banho;
- FitzRoy Henry Richard Stanhope (24 de abril de 1787 – 11 de abril de 1864), deão na Igreja de St Buryan, na Cornualha, e reitor na paróquia civil de Catton de e também da vila de Wressle, ambas em East Riding of Yorkshire. Foi marido de Caroline Wyndham, e foi pai de, entre outros, Charles Stanhope, 7.º Conde de Harrington;
- Sir Francis Charles Stanhope (29 de setembro de 1788 – 9 de outubro de 1862), major no 1.º Regimento de Life Guards, além de Cavaleiro Comandante na Real Ordem Guélfica. Foi casado com Hannah Wilson, com quem teve três filhos;
- Henry William Stanhope (2 de agosto de 1790 – 21 de junho de 1872), reverendo, e reitor de Chesam, em Buckinghamshire, e na vila de Gawsworth, em Cheshire. Foi marido de Grace Aguilar, com quem teve uma filha, Adeline;
- Caroline Anne Stanhope (20 de novembro de 1791 – 25 de novembro de 1853), foi a segunda esposa de Edward Ayshford Sanford, com quem teve apenas um filho, John;
- Charlotte Augusta Stanhope (15 de fevereiro de 1793 – 15 de fevereiro de 1859), esposa de Augustus FitzGerald, 3.º Duque de Leinster, com quem teve quatro filhos;
- Augustus Stanhope (25 de março de 1794 – 8 de dezembro de 1831), não se casou e nem teve filhos.